# 九月病
『九月病』はシギサワカヤ作の漫画作品。英語読みは「Sickness in september」。シギサワカヤが同人誌で発表した作品と新たな書き下ろし2作品を収録した上下2巻で構成される。

## あらすじ
銀行に勤める伊坂広志は、仕事もでき、人当たりも良く容姿端麗。他人からは非の打ち所のない人間として見られるが心に深い傷と苦しみを持つ。
そして、広志は実の妹である真鶴と関係を持ち、その事に罪悪感を抱きながらも夜な夜な関係を続けていく。
そんな、二人の壊れた関係を知らない海老沢碧は広志の心の奥底にある深い苦しみに触れ、彼を救おうとして、自分もおかしくなっていく。
後輩の幹本が広志に拒絶された夜。彼女は初めて彼の苦しみの一端を知り、犯される。抵抗をしようとすれば、できたはずなのにそれをしなかった。そして、幹本に「彼を好きになるのなら、例えば自分の体に火を放って彼の凍った心を溶かす覚悟がないと」と、告げる。

## 主な登場人物
伊坂広志（いさか ひろし）
銀行に勤める29歳。大学卒業後、故郷の小樽から本州に妹ともに引っ越す。罪悪感を抱きながらも妹と肉体関係を続ける。
視力は両目とも1.5あるが、若く見られる為、常にメガネを着用している。極度の方向音痴。
友人や同僚にも爽やかな笑顔で接し、他人からは非の打ち所のない人間と評価されているが、仮面の笑顔であり、心の奥底で常に苦しんでいる。
表情を変えずに他人を脅すような腹黒い一面もある。反面他人の感情には無頓着。
酒豪だが、酔った上で真鶴と関係を持ってからは他人の前では飲まなくなった。高校時代、喫煙をしていたが、大学卒業直前には止めている。
他人を傷つけないようとする心と、妹への罪悪感が他人への壁を作る。
伊坂真鶴（いさか まつる）
フリータの23歳。広志の妹。人の名前を覚えない。海老沢も認める酒豪。
幼い頃、『店で物を得るにはお金が必要』というプロセスを知らず、悪気なく行ってしまった万引き行為によって、周囲からは兄の広志とは逆に『いけない子』として見られてしまった。
家庭や街でのそんな扱われ方とは裏腹に、幼少時は基本的に嘘のつけない素直な子供であったが、彼女のそんな性質が結果的に父の浮気を母に知らせて家庭の破綻を招くことになってしまった。
母親や周囲から『いけない子』としてみなされる中、唯一の心のより所であった兄に禁じられた感情を抱き、それが、やがて兄との禁じられた肉体関係と繋がってしまう。
他人の名前を覚えることを苦手であったが、海老沢と田中の名前は覚えられるようになった。
小遣い稼ぎの援助交際をしている。
海老沢碧（えびさわ みどり）
広志の職場の同僚で29歳。酒豪。実は職場の男性からかなり人気があるらしいが、本人はまったく気づいていない。アクション担当（作者談）。
通称「兄貴」。札束を掴む感覚が好きで、本気で上を目指している。25歳で「かわいげがない」と失言した恋人を振ってからは彼氏なし。
後輩であり、伊坂に憧れる幹本の応援をしていたが、伊坂の心の傷を突いてしまい、伊坂から強引に肉体関係を迫られ関係を持ってしまう。
海老沢家長女。妹が二人おり、次女を主人公とした『溺れるようにできている。』、三女をヒロインとした『ファムファタル 〜運命の女〜』がある(但し、時代背景は本作品より過去のものと思われる）。
幹本（みきもと）
海老沢から幹ちゃん呼ばれる。着任直後から伊坂に憧れ、告白するがあえなく撃沈。しかし、それでも伊坂の事を心配する良い子。
但し、自動引き落としを100件ミスするなど、銀行員としては不向きと自覚しているらしい。
田中沙織（たなか　さおり）
伊坂と同じマンションに住む主婦であり、病院の婦長(看護師長)。
最初は若い二人の夜の艶声を井戸端会議のネタにする主婦であったが、真鶴が田中の勤める病院に妊娠検査に来たのを機に二人が兄妹である事を知る。
そして、伊坂が熱で倒れた夜に真鶴にすべてを告白され、「お互いが責任を持つなら好きにすれば良い」と声をかける。
原口ハヤト（はらぐち はやと）
広志の高校、大学時代の友人。単純バカ（妻談）。広志に数々の悪癖を教える。
実家の原口商店の「若旦那」。美人の妻がいる。もともと彼女は伊坂目当てで彼とつるんでいる原口に接触していたが、ある事件から原口と付き合うことになった。
子煩悩な愛妻家であり、妻に頭が上がらない。結婚前に浮気をしており、伊坂と共にホテルに来ていた早千に見つかり（伊坂は気づいていなかった）、のちに脅されることになる。
本作品の主要人物の中では、例外的に表裏のない人物であり、悲惨な事件も経験していない。
清水早千（しみず さち）
伊坂の元婚約者。旧姓田所。自転車屋の娘。結婚式の一週間前に、元恋人であった高校時代の教師清水と駆け落ち、結婚する。現在妊娠中。
背が小さく、ぽっちゃりとしていて、高校時代は「クラスのマスコット」的な存在であった。押しつけられて委員長もしていた。
しかし、リストカット行為を繰り返したり、原口を脅して伊坂の電話番号を聞き出すなど、腹黒い面があったが、伊坂も交際中は気づかなかった。
清水耕輔（しみず　こうすけ）
早千と駆け落ちをした元英語教師、早千の夫。
冴えない男であり、妻に子どもとともに逃げられており、生徒からも軽く見られていた。
しかし、早千のリストカットなどの不安定行動を見抜いたり、伊坂と妻の関係を察知するなど、すぐれた透察力がある。
現在は翻訳業をしているようだが、成り行きでローンの相談に乗った伊坂の台詞から、生活がかなり苦しいことが予想される。
冴木
真鶴の援交相手。職業は教師。太り気味な事を自覚しているが、他人に言われると傷つくタイプ。
部長
伊坂と海老沢が勤める銀行の上司。妻子ある身でありながら、ことある毎に海老沢にちょっかいを出す。海老沢の事や伊坂の本部への栄転の事で、伊坂に嫉妬している。
副支店長
伊坂と海老沢が勤める銀行の上司。部長とは違い、伊坂の能力を高く評価しており、体調不良で倒れた伊坂が復帰した際も涙を流して喜んでいた。

## 刊行情報
白泉社「ジェッツコミックス」より
- 単行本第1巻 (ISBN 4592142829)
- 単行本第2巻 (ISBN 4592142837)